# Eqlid (Verwaltungsbezirk)
Eqlid (persisch شهرستان اقلید) ist ein Schahrestan in der Provinz Fars im Iran. Dort liegt die Stadt Eqlid, Hauptstadt des Verwaltungsbezirks. 

## Kreise
- Zentral (بخش مرکزی)
- Sadeh (بخش سده)
- Hasanabad (بخش حسن‌آباد)

## Demografie
Bei der Volkszählung 2016 betrug die Einwohnerzahl des Schahrestan 93.763. Die Alphabetisierung lag bei 86 Prozent der Bevölkerung. Knapp 62 Prozent der Bevölkerung lebten in urbanen Regionen.
| Zensusjahr | Einwohnerzahl |
| ---------- | ------------- |
| 2011       | 93.975        |
| 2016       | 93.763        |